# Dream League Soccer
Dream League Soccer (in inglese: [ˈdriːm ˈliːɡ ˈsɒkər]), noto come DLS, è un videogioco di calcio sviluppato da First Touch Games di Oxford, pubblicato l'8 dicembre 2011 per iOS e il 29 novembre 2013 per Android.
Julián Álvarez e Rodrygo Goes sono i testimonial ufficiali del gioco attuale mentre, nelle passate edizioni, Andrés Iniesta, Diego Costa, Aaron Ramsey, Gareth Bale, Roberto Firmino, Sergiño Dest, Achraf Hakimi e Kevin De Bruyne figuravano sull’icona dell’applicazione.

## Modalità di gioco
Dream League Soccer, parafrasando il nome del gioco, consiste nella creazione di una squadra di calcio "da sogno", espressione parafrasi del cosiddetto "dreamteam", ovvero comunemente un gruppo di calciatori di altissimo livello, tutti nella stessa (propria) squadra, dando la possibilità quindi di creare uno di quelli che nel mondo sportivo anglofono sarebbe conosciuto come "dream team" (squadra dei sogni, letteralmente). Si inizia diventando manager di una squadra chiamata Dream FC, che sarà composta da giocatori casuali pescati dalle squadre reali presenti nel gioco, l'unica opzione data al giocatore è la scelta del capitano della squadra, giocatore di livello più alto, famoso e quindi conosciuto. Gli utenti possono personalizzare il nome della squadra, nominare e modificare lo stadio, le scarpe da calcio, le divise e lo stemma, che possono essere reperiti attraverso dei siti dedicati.
Ci sono otto divisioni presenti del gioco: Divisione Accademia, Divisione Amatoriale, Quarta Divisione, Terza Divisione, Seconda Divisione, Prima Divisione, Divisione Elite e Divisione Leggendaria. L'utente inizia nella divisione accademia; l'obiettivo è raggiungere la Divisione Elite e completare gli obiettivi stagionali per poter essere la migliore squadra del gioco. Una volta superata anche la Divisione Leggendaria, l’utente deve affrontare l'All Star Game (una partita contro una selezione dei migliori giocatori della Divisione) e la Coppa Internazionale (torneo contro squadre nazionali). In caso di vittoria, ci si qualifica alla Coppa All Star (torneo contro selezioni continentali). Inoltre, durante le varie divisioni, ci sono dei turni di coppa (la Coppa Diamante se si è in Divisione Leggendaria o Elite e la Global Challenge Cup), in cui si affrontano tutte le squadre presenti nel gioco in gare ad eliminazione diretta.
Oltre alla possibilità di giocare con giocatori reali in Dream League Online, il gioco include anche una modalità multi-giocatore, per la quale è necessaria una connessione Wi-Fi per l’inizio di una partita.
Il gioco è gratuito, anche se alcuni oggetti aggiuntivi di gioco possono essere comunque acquistati con denaro reale.

## Aggiornamenti

### Dream League Classic
- Pubblicato per: Android e Windows Phone
- Data di uscita: 2015

### Dream League Soccer 2016
- Calciatori in copertina: Diego Costa e Aaron Ramsey
- Pubblicato per: iOS e Android
- Data di uscita: 25 febbraio 2016[5]

### Dream League Soccer 2017
- Calciatori in copertina: Diego Costa e Aaron Ramsey
- Pubblicato per: iOS e Android
- Data di uscita: 26 febbraio 2017[6]

### Dream League Soccer 2018
- Calciatori in copertina: Gareth Bale e Andrés Iniesta
- Pubblicato per: iOS e Android
- Data di uscita: 16 novembre 2017[7]

### Dream League Soccer 2019
- Calciatore in copertina: Gareth Bale
- Pubblicato per: iOS e Android
- Data di uscita: 21 novembre 2018[8]

### Dream League Soccer 2020
- Calciatori in copertina: Gareth Bale e Luis Suárez
- Pubblicato per: iOS e Android
- Data di uscita: 15 gennaio 2020[8]

### Dream League Soccer 2021
- Calciatori in copertina: Roberto Firmino e Kevin De Bruyne
- Pubblicato per: iOS e Android
- Data di uscita: 3 novembre 2020[8]

### Dream League Soccer 2022
- Calciatori in copertina: Kevin De Bruyne e  Sergiño Dest
- Pubblicato per: iOS e Android
- Data di uscita: 10 dicembre 2021[8]

### Dream League Soccer 2023
- Calciatori in copertina: Kevin De Bruyne e Achraf Hakimi
- Pubblicato per: iOS e Android
- Data di uscita: 1 dicembre 2022[8]

### Dream League Soccer 2024
- Calciatori in copertina: Rodrygo Silva de Goes e Kevin De Bruyne
- Pubblicato per: iOS e Android
- Data di uscita: 30 novembre 2023[8]

### Dream League Soccer 2025
- Calciatori in copertina: Julián Álvarez e Rodrygo Goes
- Pubblicato per: iOS e Android
- Data di uscita: 1 dicembre 2024[8]